# Eubuleo

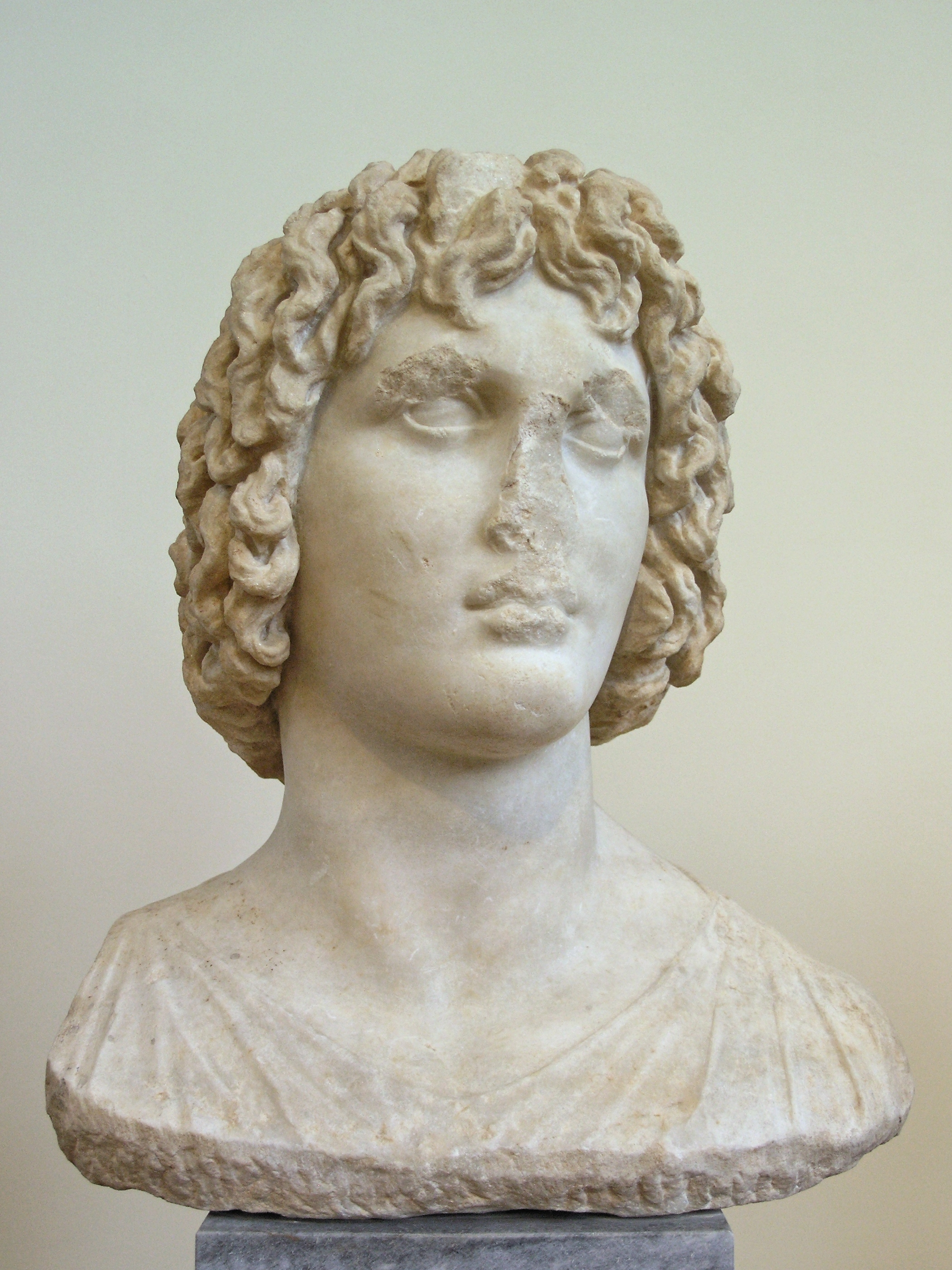
Eubuleo, Museo Arqueológico Nacional de Atenas (MA 181).

En la mitología griega Eubuleo o Eubulo (en griego antiguo Εὐϐουλεὑς, Eubouleús, literalmente el ‘buen consejero’) es un personaje del panteón de los misterios eleusinos. Unas fuentes dicen que Eubulo era hijo de Carmánor  y otras que de Deméter. En esta última versión Eubulo es padre de Carme.  O también se le cuenta como uno de los autóctonos.  Versiones tardías lo imaginan como hijo de Júpiter.  Eubuleo es también un epíteto aplicado a algunos dioses, como Zeus, Hades e incluso Dioniso.

## Mito

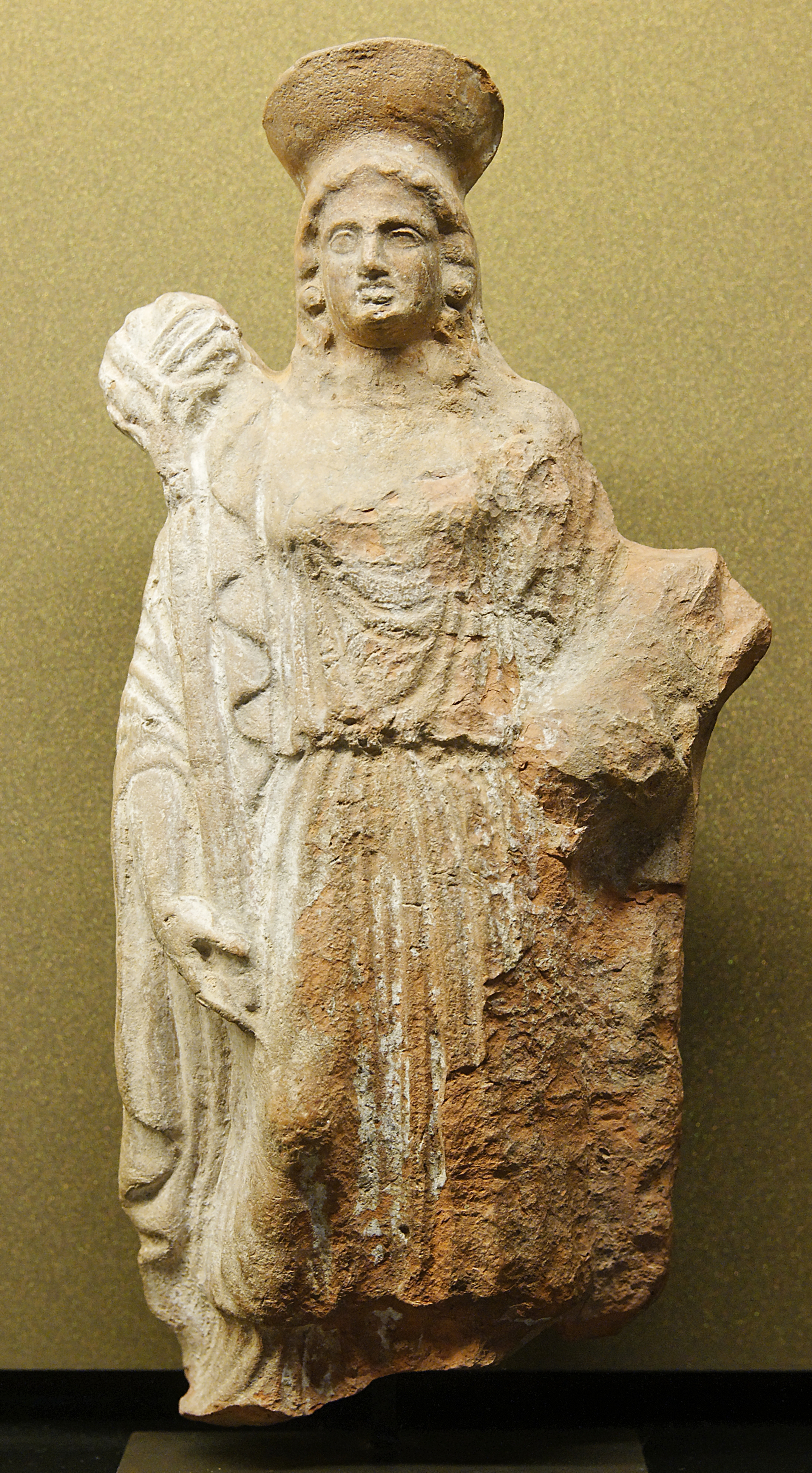
Lechón hembra y portadora de antorchas, participando en el culto a Deméter y Perséfone. Figurilla de terracota, obra de arte ática, c.140-130 a. C. De Eleusis.

En la tradición órfica, Eubuleo es hijo de Disaules y hermano de Triptólemo. Con este último, aconseja a Deméter cuando ésta busca a su hija Perséfone, raptada por Hades.
En la tradición eleusina, Eubuleo es un porquero tragado por la tierra al mismo tiempo que Perséfone era raptada por Hades. En su honor, los atenienses arrojaban cerdos vivos a los «pozos sin fondo de Core y Deméter» en las Tesmoforias. Desempeña un papel importante en el culto de Eleusis como acompañante de Perséfone en su vuelta del Inframundo. Una inscripción sobre un relieve encontrado en el santuario de Hades en Eleusis lo asocia con otras dos divinidades, el Dios (Theos) y la Diosa (Thea), formando así una tríada.